# موراندو موراندینی

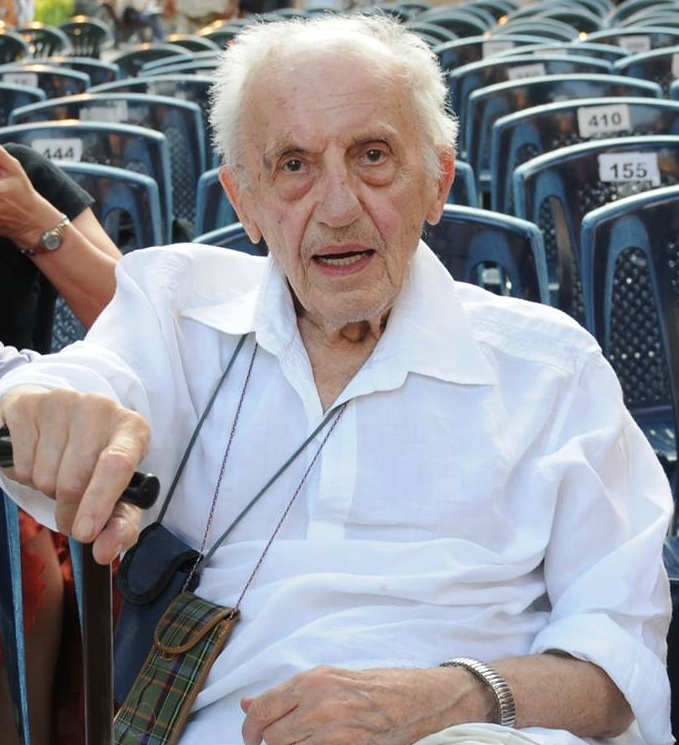
موراندو موراندینی در سال ۲۰۱۳

موراندو موراندینی (به ایتالیایی: Morando Morandini)؛ (زاده ۲۱ ژوئیه ۱۹۲۴ – درگذشته ۱۷ اکتبر ۲۰۱۵) منتقد، نویسنده، روزنامه‌نگار و هنرپیشه ایتالیایی بود.
موراندینی در میلان متولد شد و در سال ۱۹۵۲ به عنوان منتقد سینما برای روزنامه لا نوت کار کرد. بین سال‌های ۱۹۶۵ و ۱۹۹۸ او منتقد فیلم روزنامه ایل جورنو بود. او بیشتر به خاطر مجموعه کتاب نقدهای فیلم موراندینی‌ها شناخته می‌شود که آن را با همکاری همسرش لورا و دخترش لویزا در سال ۱۹۹۹ در ۱۷ نسخه منتشر کرد. در سال ۱۹۶۴ نقش مهمی در فیلم پیش از انقلاب برناردو برتولوچی ایفا کرد. او همچنین جشنواره فیلم بلاریا را از سال ۲۹۸۴ تا ۱۹۹۷ و بار دیگر در سال ۲۰۰۲ کارگردانی کرد.
او نویسنده و ویراستار مجلات متعددی درباره تاریخ سینما بود.